# La Poterie-au-Perche
La Poterie-au-Perche est une ancienne commune française, située dans le département de l'Orne en région Normandie, devenue le 1er janvier 2016 une commune déléguée au sein de la commune nouvelle de Tourouvre au Perche.
Elle est peuplée de 135 habitants.

## Géographie
La commune se situe dans la région naturelle du Perche et appartient au canton de Tourouvre dans l'arrondissement de Mortagne-au-Perche.

## Toponymie
Le nom de la localité est attesté sous la forme apud Poteriam en 1252.

## Politique et administration
| Période                                  | Période       | Identité               | Étiquette | Qualité                     |
| ---------------------------------------- | ------------- | ---------------------- | --------- | --------------------------- |
| ?                                        | mars 2001     | André Foucault         |           |                             |
| mars 2001                                | mars 2014     | Jean-Édouard Sylvestre | SE        | Agriculteur                 |
| mars 2014                                | décembre 2015 | Geneviève Banceline    | SE        | Retraitée fonction publique |
| Les données manquantes sont à compléter. |               |                        |           |                             |

## Démographie
En 2021, la commune comptait 135 habitants. Depuis 2004, les enquêtes de recensement dans les communes de moins de 10 000 habitants ont lieu tous les cinq ans (en 2006, 2011, 2016, etc. pour La Poterie-au-Perche) et les chiffres de population municipale légale des autres années sont des estimations.
| 1793 | 1800 | 1806 | 1821 | 1836 | 1841 | 1846 | 1851 | 1856 |
| ---- | ---- | ---- | ---- | ---- | ---- | ---- | ---- | ---- |
| 220  | 219  | 181  | 214  | 216  | 220  | 229  | 226  | 230  |

| 1861 | 1866 | 1872 | 1876 | 1881 | 1886 | 1891 | 1896 | 1901 |
| ---- | ---- | ---- | ---- | ---- | ---- | ---- | ---- | ---- |
| 204  | 214  | 193  | 213  | 183  | 178  | 171  | 160  | 166  |

| 1906 | 1911 | 1921 | 1926 | 1931 | 1936 | 1946 | 1954 | 1962 |
| ---- | ---- | ---- | ---- | ---- | ---- | ---- | ---- | ---- |
| 147  | 154  | 136  | 143  | 149  | 155  | 135  | 123  | 140  |

| 1968 | 1975 | 1982 | 1990 | 1999 | 2006 | 2011 | 2016 | 2020 |
| ---- | ---- | ---- | ---- | ---- | ---- | ---- | ---- | ---- |
| 130  | 140  | 157  | 148  | 153  | 147  | 166  | 140  | 133  |